# 浜松八幡宮
浜松八幡宮（はままつはちまんぐう）とは、静岡県浜松市中央区八幡町に所在する神社。
起源は式内社である許部神社（こべじんじゃ）とされる。

## 概要
仁徳天皇の御代、遠淡海の鎮静のため、海運の神である玉依比売命を許部の里（現・中央区小沢渡町付近）に祀り、平安時代の延喜式には許部神社と記される。
938年（天慶元年）に神託によって現在地へと遷座し、1051年（永承6年）には源義家（八幡太郎）によって八幡二神（品陀和気命・息長足姫命）が勧請され、多くの武家庶民の崇敬を集めた。
1570年（元亀元年）に徳川家康が、居城を岡崎城から浜松城へ移し、本八幡宮を鬼門封じとする。1572年（元亀3年）の三方ヶ原の戦いで敗走した際には、徳川家康は本八幡宮に逃れ、社前の楠の洞穴に潜み、武田勢の捜索を逃れたとされ、その際この楠より瑞雲が立ち上った事から、以後「雲立の楠（くもたちのくす）」と呼ぶようになった。その後、徳川家康は本八幡宮を徳川家代々の祈願所と定め、旗、弓、神馬を奉納し、家康が江戸に府在の折は、名代を使わして参拝した。

## 祭神
- 玉依姫命
- 品陀和気命（応神天皇）
- 息長足姫命（神功皇后）

## 境内社
摂社 
- 東照宮 - 祭神：徳川家康、例祭：4月17日。

末社
- 浜松稲荷神社 - 祭神：倉稲魂命・大己貴命・大田命・大宮比賣命・月夜見命、例祭：2月11日。

## 境内
- 雲立の楠
- 颯々の松
- 松島十湖（まつしまじっこ）の歌碑

## 祭事
- 1月1日 - 歳旦祭
- 1月3日 - 元始祭
- 1月28日 - 焼納祭
- 2月2日 - 追儺式
- 2月3日 - 節分祭
- 2月11日 - 祈年祭・建国祭・浜松稲荷神社例祭
- 4月17日 - 東照宮例祭
- 4月29日 - 昭和祭
- 6月30日 - 夏越大祓式・茅の輪神事
- 8月14日〜15日 - 例大祭
  - 14日 - 夕祭・奉納手筒花火
  - 15日 - 神輿渡御・放生会・居祭
- 11月中旬 - 新嘗祭
- 12月31日 - 大晦日大祓式・除夜祭
- 毎月1日･15日 - 月次祭

## アクセス

### 鉄道
- 遠州鉄道　八幡駅下車　徒歩1分
- JR　浜松駅下車　徒歩10分

### バス
- 遠鉄バス早出行き　八幡宮停留所下車　徒歩1分